# Joël Anglès d’Auriac
Pour les articles homonymes, voir Anglès, Auriac et Anglès d'Auriac.
 (décembre 2021).
 (décembre 2021).
La mise en forme du texte ne suit pas les recommandations de Wikipédia : il faut le « wikifier ».
Les points d'amélioration suivants sont les cas les plus fréquents. Le détail des points à revoir est peut-être précisé sur la page de discussion.
- Les titres sont pré-formatés par le logiciel. Ils ne sont ni en capitales, ni en gras.
- Le texte ne doit pas être écrit en capitales (les noms de famille non plus), ni en gras, ni en italique, ni en « petit »…
- Le gras n'est utilisé que pour surligner le titre de l'article dans l'introduction, une seule fois.
- L'italique est rarement utilisé : mots en langue étrangère, titres d'œuvres, noms de bateaux, etc.
- Les citations ne sont pas en italique mais en corps de texte normal. Elles sont entourées par des guillemets français : « et ».
- Les listes à puces sont à éviter, des paragraphes rédigés étant largement préférés. Les tableaux sont à réserver à la présentation de données structurées (résultats, etc.).
- Les appels de note de bas de page (petits chiffres en exposant, introduits par l'outil «  Source ») sont à placer entre la fin de phrase et le point final[comme ça].
- Les liens internes (vers d'autres articles de Wikipédia) sont à choisir avec parcimonie. Créez des liens vers des articles approfondissant le sujet. Les termes génériques sans rapport avec le sujet sont à éviter, ainsi que les répétitions de liens vers un même terme.
- Les liens externes sont à placer uniquement dans une section « Liens externes », à la fin de l'article. Ces liens sont à choisir avec parcimonie suivant les règles définies. Si un lien sert de source à l'article, son insertion dans le texte est à faire par les notes de bas de page.
- La présentation des références doit suivre les conventions bibliographiques. Il est recommandé d'utiliser les modèles {{Ouvrage}}, {{Chapitre}}, {{Article}}, {{Lien web}} et/ou {{Bibliographie}}. Le mode d'édition visuel peut mettre en forme automatiquement les références.
- Insérer une infobox (cadre d'informations à droite) n'est pas obligatoire pour parachever la mise en page.

Pour une aide détaillée, merci de consulter Aide:Wikification.
Si vous pensez que ces points ont été résolus, vous pouvez retirer ce bandeau et améliorer la mise en forme d'un autre article.
Joël Anglès d’Auriac est un scout français né à Toulon le 25 février 1922 et exécuté le 6 décembre 1944 par le régime nazi, après avoir créé un clan routier clandestin au sein du STO.

## Biographie

### Jeunesse
Joël Anglès d’Auriac est le fils d’un médecin de la marine Henry Anglès d’Auriac et de Geneviève de Kergarec.
Il est issu d’une famille de parlementaires dauphinois à laquelle appartiennent Jean Anglès d'Auriac, [Paul Anglès d’Auriac, Bernard Anglès d'Auriac, Charles Anglès, le comte Jules Anglès et Jean-François Anglès.
Il prononce sa promesse scoute au clan Saint Martin de Toulon le 23 mars 1941.
Il participe en 1942 au Pèlerinage des Routiers Scouts de France au Puy-en-Velay, créé par le père Paul Doncœur.
En mai 1943, il est requis pour le service du travail obligatoire. Il cède à la troisième convocation.

### Routier au STO
Envoyé à Tetschen-sur-Elbe, dans les Sudètes, il est affecté à une usine d’armements. Il se livre à quelques actes de sabotage passif.
Cependant sa résistance sera surtout spirituelle contre la nazification des esprits. Il crée la patrouille Notre-Dame de l’Espérance, un clan routier clandestin.
En 1943, le régime nazi accentue la persécution contre les mouvements chrétiens en raison de leur opposition à l’idéologie nazie. Le docteur Krause avait en effet déclaré le 13 novembre 1933 : « Le seul service divin véritable est celui qui a pour but le culte de la nation (…) ». Le 3 décembre 1943, les autorités allemandes promulguent un décret qui requiert la recherche de tous les jeunes français engagés dans des activités chrétiennes sur leur lieu de travail et qui interdit toute activité chrétienne organisée au sein du STO.
Le 3 mars 1944, Joël Anglès d’Auriac réunit une dernière fois son équipe. Cependant, des indicateurs à la solde des nazis l’ont dénoncé, il est arrêté le 10 mars 1944.

### Son procès et sa mort
Le procès de Joël Anglès d’Auriac est considéré comme particulièrement révélateur des intentions nazies.
L’acte d’accusation énonce que « l’inculpé aurait dû comprendre qu’il participait à une grande entreprise qui concernait le monde entier, qu’il ne participait pas seulement à une usine de guerre allemande, mais à la construction d’un monde nouveau. De sa part, c’est donc contraire à la conscience ».
Il est condamné pour haute trahison le 20 octobre 1944 et décapité le 6 décembre suivant. Grâce à un prêtre allemand, il peut recevoir la communion avant d’être exécuté. Ce même prêtre allemand a témoigné :

« Il me disait « Je suis tout tranquille ; je peux dire que je me réjouis d’aller à la mort, car je vais à Jésus-Christ. C’est Lui Qui m’a si bien conduit. Je Le remercie de tout mon cœur. Je n’ai qu’un seul souci, c’est celui de ma famille »

— .
À ses routiers, il écrit :

« Voici le dernier message de votre ami Joël… Ne soyez pas tristes, je meurs avec le sourire, car le Seigneur est avec moi, et je n’oublie pas qu’un Routier qui ne sait pas mourir n’est bon à rien… Continuez dans la voie que je vous ai tracée. C’est certainement la plus fructueuse et celle qui conduit à la vie la plus belle.Adieu Frères Routiers, ma dernière parole : ne quittez pas le Scoutisme. Adieu »

— 
Et à ses parents :

« Ne soyez pas tristes. Soyez certains que j’accepte l’épreuve presque avec joie et je l’offre pour vous tous… Le Seigneur est avec moi et je vais certainement le voir de plus près. Lui seul est la vie réelle ; le secret de la vraie joie… Ma dernière prière : « Vivez avec le Seigneur. Il est la vie. Adieu… »

— 
Amédée de Miribel, un de ses camarades et ami, écrivit à son père en 1946 : 

« Je garde de Joël le souvenir d’un ami, d’un apôtre même. Il est monté à Dieu en offrant sa vie pour nous… Il nous dépassait tous et rayonnait sur nous. Là commence vraiment son apostolat… Que Joël nous protège puisqu’il est parmi les saints de Dieu ! »

— 

## Reconnaissance ultérieure
Il est reconnu « mort pour la France » par lettre du ministre des anciens combattants et déportés en date du 27 janvier 1948.
Le pape Léon XIV, a reconnu le 20 juin 2025, son martyre.